# Paia (Havaí)
Paia é uma Região censo-designada localizada no estado americano de Havaí, no Condado de Maui.

É uma cidade localizada na costa norte da ilha, cheia de artistas e pequenas lojas, com músicos de rua e velhos hippies ocupando as ruas em direcção ao oceano. É também sede da Mana Foods, a melhor loja de alimentos naturais na ilha.

## Demografia
Segundo o censo americano de 2000, a sua população era de 2499 habitantes.

## Geografia
De acordo com o United States Census Bureau tem uma área de
17,6 km², dos quais 15,8 km² cobertos por terra e 1,8 km² cobertos por água. Paia localiza-se a aproximadamente 26 m acima do nível do mar.

## Localidades na vizinhança
O diagrama seguinte representa as localidades num raio de 16 km ao redor de Paia.